# Championnat de France de rugby à XIII 2001-2002
Navigation
Édition précédente Édition suivante
Le Championnat de France de rugby à XIII 2001-2002 est la 64e édition de la plus importante compétition de rugby à XIII en France. Le calendrier de la compétition s'étend de 2001 au 2 juin 2002 avec une finale disputée dans le stade de la Méditerranée de Béziers.
Organisé sous l'égide de la Fédération française de rugby à XIII, le championnat est composé de onze équipes qui se rencontrent lors d'une phase de saison régulière où s'affrontent sur deux rencontres chacune des équipes. Cette phase détermine l'ordre des qualifiés pour la phase finale à élimination directe en match aller-retour pour se ponctuer par une finale en match unique. Pour les équipes participantes, le championnat est entrecoupé par la Coupe de France et pour quatre d'entre elles s'ajoutent la Coupe d'Angleterre nommée « Challenge Cup ».
Le championnat est affaibli par le départ de jeunes treizistes présents en équipe de France qui choisissent le Rugby à XV plus lucratif. Ainsi Jean-Emmanuel Cassin signe à Biarritz, Gaël Tallec pour Toulon et le capitaine Frédéric Banquet à Castres.
Vainqueur de l'édition précédente, Villeneuve-sur-Lot conserve son titre en se permettant même de réaliser le doublé avec sa victoire en Coupe de France. Pour sa seconde année d'existence, l'Union treiziste catalane, fruit de la fusion entre le XIII Catalan et Saint-Estève, atteint la finale après avoir remporté la phase de la saison régulière.

## Déroulement de la compétition

### Classement de la saison régulière
| Classement | Club                     | Points | J  | V  | N | P  |
| 1er        | Union treiziste catalane | 52     | 20 | 16 | 0 | 4  |
| 2e         | Villeneuve-sur-lot       | 51     | 20 | 15 | 1 | 4  |
| 3e         | Pia                      | 50     | 20 | 15 | 0 | 5  |
| 4e         | Toulouse                 | 46     | 20 | 13 | 0 | 7  |
| 5e         | Lézignan                 | 45     | 20 | 12 | 1 | 7  |
| 6e         | Saint-Gaudens            | 39     | 20 | 9  | 1 | 10 |
| 7e         | Villefranche-de-Rouergue | 37     | 20 | 8  | 1 | 11 |
| 8e         | Carcassonne              | 36     | 20 | 8  | 0 | 12 |
| 9e         | Limoux                   | 35     | 20 | 7  | 2 | 11 |
| 10e        | Carpentras               | 25     | 20 | 4  | 0 | 16 |
| 11e        | Albi                     | 14     | 20 | 0  | 0 | 20 |

|  | Qualifié pour les quarts de finale |

Ce classement tient compte des pénalités infligées à Albi (- 6 pts), à Carpentras (-3 pts) et à Limoux (- 1 pt).

### Phase finale
|  | Quart-de-finale Aller : 28/29 avril 2002 Retour : 4/5/6 mai 2002 | Quart-de-finale Aller : 28/29 avril 2002 Retour : 4/5/6 mai 2002 | Quart-de-finale Aller : 28/29 avril 2002 Retour : 4/5/6 mai 2002 | Quart-de-finale Aller : 28/29 avril 2002 Retour : 4/5/6 mai 2002 |                          |                          | Demi-finales Aller : 12/13 mai 2002 Retour : 19/20 mai 2002 | Demi-finales Aller : 12/13 mai 2002 Retour : 19/20 mai 2002 | Demi-finales Aller : 12/13 mai 2002 Retour : 19/20 mai 2002 | Demi-finales Aller : 12/13 mai 2002 Retour : 19/20 mai 2002 |  |  | Finale 2 juin 2002                  | Finale 2 juin 2002 | Finale 2 juin 2002 | Finale 2 juin 2002 |
|  |                                                                  |                                                                  |                                                                  |                                                                  |                          |                          |                                                             |                                                             |                                                             |                                                             |  |  |                                     |                    |                    |                    |
|  |                                                                  |                                                                  |                                                                  |                                                                  |                          |                          |                                                             |                                                             |                                                             |                                                             |  |  | Stade de la Méditerranée, à Béziers |                    |                    |                    |
|  |                                                                  |                                                                  |                                                                  |                                                                  |                          |                          |                                                             |                                                             |                                                             |                                                             |  |  |                                     |                    |                    |                    |
|  | 8e                                                               | Carcassonne                                                      | 14                                                               | 10                                                               |                          |                          |                                                             |                                                             |                                                             |                                                             |  |  |                                     |                    |                    |                    |
|  | 8e                                                               | Carcassonne                                                      | 14                                                               | 10                                                               |                          |                          |                                                             |                                                             |                                                             |                                                             |  |  |                                     |                    |                    |                    |
|  | 1er                                                              | Union treiziste catalane                                         | 33                                                               | 28                                                               |                          |                          |                                                             |                                                             |                                                             |                                                             |  |  |                                     |                    |                    |                    |
|  | 1er                                                              | Union treiziste catalane                                         | 33                                                               | 28                                                               | Union treiziste catalane | Union treiziste catalane | 9                                                           | 16                                                          |                                                             |                                                             |  |  |                                     |                    |                    |                    |
|  |                                                                  |                                                                  |                                                                  |                                                                  | Union treiziste catalane | Union treiziste catalane | 9                                                           | 16                                                          |                                                             |                                                             |  |  |                                     |                    |                    |                    |
|  |                                                                  |                                                                  | Toulouse                                                         | Toulouse                                                         | 10                       | 14                       |                                                             |                                                             |                                                             |                                                             |  |  |                                     |                    |                    |                    |
|  | 5e                                                               | Lézignan                                                         | Toulouse                                                         | Toulouse                                                         | 10                       | 14                       | 8                                                           | 28                                                          |                                                             |                                                             |  |  |                                     |                    |                    |                    |
|  | 5e                                                               | Lézignan                                                         |                                                                  |                                                                  |                          |                          |                                                             | 28                                                          |                                                             |                                                             |  |  |                                     |                    |                    |                    |
|  | 4e                                                               | Toulouse                                                         | 31                                                               | 24                                                               |                          |                          |                                                             |                                                             |                                                             |                                                             |  |  |                                     |                    |                    |                    |
|  | 4e                                                               | Toulouse                                                         | 31                                                               | 24                                                               | Union treiziste catalane | Union treiziste catalane | 0                                                           | 0                                                           |                                                             |                                                             |  |  |                                     |                    |                    |                    |
|  |                                                                  |                                                                  |                                                                  |                                                                  | Union treiziste catalane | Union treiziste catalane | 0                                                           | 0                                                           |                                                             |                                                             |  |  |                                     |                    |                    |                    |
|  |                                                                  |                                                                  | Villeneuve-sur-Lot                                               | Villeneuve-sur-Lot                                               | 17                       | 17                       |                                                             |                                                             |                                                             |                                                             |  |  |                                     |                    |                    |                    |
|  | 6e                                                               | Saint-Gaudens                                                    | Villeneuve-sur-Lot                                               | Villeneuve-sur-Lot                                               | 17                       | 17                       | 28                                                          | 2                                                           |                                                             |                                                             |  |  |                                     |                    |                    |                    |
|  | 6e                                                               | Saint-Gaudens                                                    |                                                                  |                                                                  |                          |                          |                                                             |                                                             |                                                             |                                                             |  |  |                                     |                    |                    |                    |
|  | 3e                                                               | Pia                                                              | 14                                                               | 54                                                               |                          |                          |                                                             |                                                             |                                                             |                                                             |  |  |                                     |                    |                    |                    |
|  | 3e                                                               | Pia                                                              | 14                                                               | 54                                                               | Pia                      | Pia                      | 6                                                           | 17                                                          |                                                             |                                                             |  |  |                                     |                    |                    |                    |
|  |                                                                  |                                                                  |                                                                  |                                                                  | Pia                      | Pia                      | 6                                                           | 17                                                          |                                                             |                                                             |  |  |                                     |                    |                    |                    |
|  |                                                                  |                                                                  | Villeneuve-sur-Lot                                               | Villeneuve-sur-Lot                                               | 17                       | 27                       |                                                             |                                                             |                                                             |                                                             |  |  |                                     |                    |                    |                    |
|  | 7e                                                               | Villefranche                                                     | Villeneuve-sur-Lot                                               | Villeneuve-sur-Lot                                               | 17                       | 27                       | 8                                                           | 26                                                          |                                                             |                                                             |  |  |                                     |                    |                    |                    |
|  | 7e                                                               | Villefranche                                                     |                                                                  |                                                                  |                          |                          |                                                             | 26                                                          |                                                             |                                                             |  |  |                                     |                    |                    |                    |
|  | 2e                                                               | Villeneuve-sur-Lot                                               | 24                                                               | 46                                                               |                          |                          |                                                             |                                                             |                                                             |                                                             |  |  |                                     |                    |                    |                    |
|  | 2e                                                               | Villeneuve-sur-Lot                                               | 24                                                               | 46                                                               |                          |                          |                                                             |                                                             |                                                             |                                                             |  |  |                                     |                    |                    |                    |
|  |                                                                  |                                                                  |                                                                  |                                                                  |                          |                          |                                                             |                                                             |                                                             |                                                             |  |  |                                     |                    |                    |                    |

### Finale (2 juin 2002)
(mt : 7 - 0)
Points marqués :
- Villeneuve-sur-Lot : 3 essais de Mueller (11e), Durdevic (44e) et Sabatié (70e) ; 2 transformations de Frayssinous (11e et 44e) ; 1 drop Frayssinous (40e) ; 1 carton jaune pour Gagliazzo (76e).
- Union treiziste catalane : Néant.

Homme du match : Vincent Wulf
Évolution du score : 6-0, 7-0 (mi-temps), 13-0, 17-0.
Arbitre : M. Richard Frileux
Spectateurs : 8 000
Composition des équipes :
- Villeneuve-sur-Lot : Mickaël Van Snick - Ludovic Pérolari, Daniel Vergniol, Jason Webber, Jérôme Hermet - (o) Laurent Frayssinous (o), Julien Rinaldi (m) - Romain Gagliazzo, Vincent Wulf, Dragan Durdevic, Artie Shead, Brock Mueller, Laurent Carrasco - Romain Sort, Pierre Sabatié, Jamal Fakir, Grant Doorey - Entraîneur : Grant Doorey
- Union treiziste catalane : Renaud Guigue - Patrice Gomez, Aaron Smith, Gilles Mendez, Bruno Vergès - Phil Howlett (o), Maxime Grésèque (m) -  Ronny Hartigan , David Berthezène, Jason Lowrie, Adel Fellous, Pascal Jampy, Aurélien Cologni - Didier Cabestany, Fred Piva, Aaron Milan, David Dos Reis - Entraîneur : Marc Guash

La finale se déroule au stade de la Méditerranée de Béziers entre les deux meilleures équipes de la saison régulière, l'Union treiziste catalane vainqueur de cette dernière devant Villeneuve-sur-Lot. Ce dernier, tenant du titre, avance comme le favori de cette finale à sa victoire en Coupe de France face à Pia après avoir écarté l'UTC en demi-finale 16-6 mais ne peut aligner son capitaine David Despin pour blessure. L'UTC qui vit sa seconde saison de son histoire espère créer la surprise après un titre de Coupe de France la première année de son existence.
D'entrée de match, Villeneuve-sur-Lot met la main sur le ballon et ouvre le score à la 11e minute par un essai Brock Mueller qui s'échappe au sein de la défense catalane après un tenu à dix mètres de la ligne adverse, transformé par Laurent Frayssinous. Celui-ci ajoute un nouveau point grâce à un drop pour permettre de mener 7-0 à la mi-temps. En seconde période, Dragan Durdevic inscrit un second essai pour Villeneuve dès la 44e minute, transformé par Frayssinous. C'est le moment choisi par les Catalans pour répondre en acculant le club de Lot-et-Garonne sur sa ligne durant un quart d'heure, toutefois ils ne parviennent pas à perforer cette défense qui prend le dessus en fin de match et creuse l'écart par un troisième et dernier essai de Pierre Sabatié à la 70e minute.
Villeneuve-sur-Lot réalise le troisième doublé Championnat-Coupe de son histoire après 1964 et 1999.

## Effectifs des équipes présentes
| Villeneuve-sur-Lot | Bendiche Laurent Carrasco David Despin Grant Doorey Dragan Durdevic Jamal Fakir Laurent Frayssinous (o) Romain Gagliazzo Jérôme Hermet Brock Mueller Ludovic Pérolari Julien Rinaldi (m) Pierre Sabatié Artie Shead Romain Sort Mickaël Van Snick Daniel Vergniol Jason Webber Vincent Wulf Entraîneur : Jean-Luc Albert & Grant Doorey | Union treiziste catalane | Franck Azéma David Berthezène E. Bise Didier Cabestany Aurélien Cologni David Dos Reis Adel Fellous Patrice Gomez Maxime Grésèque (m) Renaud Guigue Ronny Hartigan Phil Howlett (o) Pascal Jampy Jason Lowrie Gilles Mendez Aaron Milan Fred Piva Aaron Smith Bruno Vergès Entraîneur : Marc Guash |
| Pia                | Florian Chaubet Dale Pascal Fages Karl Jaavuo (c) Mathieu Julia Laffont Denny Lambert (m) Mehdi Lamoot Jean-Christophe Lavaux Tevita Liava’a Bruce Mamando Laloa Milford Adam Nable Laurent Nicolas Patrick Noguera Payet David Romero Franck Rovira Sébastien Terrado (o) Eric Van Brussel Entraîneur : John Elias                     | Toulouse                 | Nathan Barnes Davy Belmudes Bohler Christophe Cazemajou Yannick Cazemajou Olivier Charles David Delpoux Fabien Devecchi (o, c) Simon Dorrell Cédric Estebanez Mark Faumuina Olivier Framil Éric Frayssinet Cédric Gay Olivier Janzac Tristan Lafage Thibauld Leib Shane O'Flanagan Troy Perkins Sébastien Raguin Cédric Rodriguez Brett Trudgett (m) Viala Frédéric Zitter Entraîneur : Phil Economidis |
| Lézignan           | Graham Appo Bellal Benoît Bourrel Laurent Cambres Arnaud Cervello Clara Coronat Couttet (m) Couturier Laurent Ferrères Jean-Marc Garcia (o) Grandjean Aaron Kirkland David Marty Ismaël Navarlas Simon Quintilla Jérôme Sarda Craig Smith Turton Vital Entraîneur : Didier Foulquet                                                     | Saint-Gaudens            | Fourcade Abasse Éric Anselme Richard Bel Jean-Christophe Borlin Bourra Russell Bussian Bouatou Coulibaly Franck Dencausse Arnaud Dulac Durand Julien Gérin Anthony Golder Karim Djemaï Brad Middelbosch Claude Sirvent Jérémy Sous Adam Starr Chris Sinclair Thibault Surre Mathieu Vigneau Cédric Vivian Entraîneur : Gilles Dumas                                                                     |
| Villefranche       | Cyril Amans Jérôme Bisson Damon Booby Frédéric de Colonges Romain Dintilhac Abderazak El-Khalouki Jean Frison Jérôme Gasc Ahmed Harrat Lévy Sébastien Marty Sean Mullins Martin O'Connell Stéphane Pezet Ludovic Railhet Nicolas Tranier François Viguier Entraîneur : Sean Mullins                                                     | Carcassonne              | S. Azéma Benausse Daniels Hébert Loukili Lucchèse Martinez A. Smits Snooks Entraîneur : Patrick Limongi |
| Limoux             | Fabrice Estebanez Fisi'iahi Fh. Leulai Monchalin Rau Entraîneur : Jean-Luc Delarose | Carpentras               | Christopher Faifua El Ghami Maxime Pala Amar Tamghart Saïd Tamghart Samir Tamghart Malcolm Robertson Danny Webster Entraîneur : Patrick Entat & Jean-Marie Imbert |
| Albi               | Fournial Hamidi Lacey Loubet Prowse Stéphane Revello Roncalli Vialar Vinciguera Entraîneur : Jean-Louis Castel puis Dider Lacourt & Patrice Costes |                          | |